# Schatten (Kempten)
Schatten ist eine Einöde der kreisfreien Stadt Kempten (Allgäu). Sie gehörte bis 1972 zur Gemeinde Sankt Mang, die in dem Jahr wieder nach Kempten eingemeindet wurde.

## Geschichte
Schatten wurde 1738 als Ort mit zwei Anwesen erwähnt. Im Jahr 1819, ein Jahr nachdem Schatten mit anderen Ortschaften zur Ruralgemeinde Sankt Mang verbunden wurde, zählte man auf den drei Anwesen 14 Bewohner, die zur Hauptmannschaft Lenzfried gehörten. 1900 gab es in Schatten zwei Anwesen mit 12 Bewohnern. 1954 lebten in der Einöde neun Einwohner.